# ロバート・ホーン
ロバート・L・ホーン（Robert Lawrence Horne、1964年4月13日 - ）は、アメリカ合衆国のプロレスラー。ニューヨーク・ブルックリン出身のアフリカ系アメリカ人。
1990年代のWWFにおけるメイブルとのタッグチーム、メン・オン・ナ・ミッション（Men on a Mission）のモー（Mo）としての活動で知られる。

## 来歴
1991年、カロライナ地区のインディー団体PWFにてデビュー。ネルソン・フレイジャーをパートナーにハーレム・ナイツ（The Harlem Knights）なる黒人タッグチームを結成し、フレイジャーはネルソン・ナイト、自身はボビー・ナイト（Bobby Knight）のリングネームを用い、ハーレム出身の兄弟という設定のもとヒールのポジションで活動した。
1993年、テネシー州メンフィスのUSWAにてジェリー・ローラー&ジェフ・ジャレットと抗争後、チーム名をメン・オン・ナ・ミッション（Men on a Mission / MOM）と改め、ベビーフェイスのユニットとしてWWFに登場。リングネームもフレイジャーはメイブル、自身はモー（Mo）と改名し、入場時のラップを担当するオスカーをマネージャーに迎え、子供のファンを中心に会場人気を集めた。1994年3月29日にはジャックとピエールのザ・ケベッカーズを破り、WWF世界タッグ王座を獲得している。
1995年、オスカーと決別してメイブルと共にヒールターン。同年6月25日のキング・オブ・ザ・リングで優勝したメイブルが「キング」を自称するようになると、彼から「サー」の称号を与えられたとしてサー・モー（Sir Mo）と名乗り、メイブルのプレイング・マネージャーを担当。レイザー・ラモン、ディーゼル、ジ・アンダーテイカーなど当時のWWFのトップスターとの抗争を指揮した。
1996年よりメイブルとのコンビを解消し、WWFを離れてUSWAに復帰。サー・モハメッド（Sir Mohammad）と名乗ってネーション・オブ・ドミネーション（NOD）の初期メンバーとなったが、NODがWWFで再編成されてもWWFに戻ることはなく、ロブ・ハーレム（Rob Harlem）などのリングネームでメンフィスのインディー団体にて活動した。2003年には、かつての盟友メイブルとも短期抗争を行っている。
引退後はノースカロライナ州のフランクリンに居住し、大型トラックのドライバーに転じている。

## 得意技
- ムーンサルト
- ダイビング・スプラッシュ
- ブレーンバスター
- ヘッドバット

現役選手時代はメイブルの引き立て役に徹していたものの、技は多彩でドロップ・トーホールド（スライディング・レッグシザーズ）などを見せることもあった。MOMでは、この技で倒した相手にメイブルがレッグ・ドロップを放つコンビネーション攻撃を得意としていた。

## 獲得タイトル
- WWF世界タッグ王座：1回（w / メイブル）
- PWFタッグ王座：2回（w / ネルソン・ナイト）
- PPWタッグ王座：1回（w / ディオン・ハーレム）